# Cagno
Cagno (lombardul: Cagn) település Olaszországban, Lombardia régióban, Como megyében. Lakosainak száma 2057 fő (2018. január 1.).

## Népesség
A település népességének változása:

| 2017 | 2 045 |
| 2018 | 2 057 |